# Antanas Gustaitis
Antanas Gustaitis, né le 26 mars 1898 dans l'ouïezd de Mariampol (ru) (Empire russe) et mort le 16 octobre 1941 à Moscou (Union soviétique), était un officier et ingénieur aéronautique lituanien.